# Скай (остров)
Скай (на английски: Skye) е остров, разположен северозападно от Шотландия. Той е най-големият от архипелага Вътрешни Хебриди. Административно е причислен към област Хайланд.

## Общи сведения
На Скай живеят 9232 души (2001) и с това е четвъртият по население остров на Шотландия. 30% от тях говорят шотландски келтски език. Площта на острова е 1 656 km², с дължина север-юг – 80 km и широчина от 11 до 40 km. Скай е разделен от остров Великобритания чрез проливите Саунд ъф Слиийт, Реа и Лох Алш. Заливите така са нарязали острова, че най-отдалечената от морето точка е едва на 8 km от него. Така са разграничени пет големи полуострова: Слийт на юг, Мингиниш на югозапад, Дуириниш на северозапад, Уотърниш на северозапад и Тротерниш на север. Най-високата точка на острова е на 993 m надморска височина.
Главни източници на приходи за Скай са туризмът, земеделието, риболовът и производството на уиски.